# Личный чемпионат Европы по спидвею
Личный чемпионат Европы по спидвею - ежегодный турнир, проводимый Европейским Мотоциклетным Союзом (UEM), начиная с 2001 года.
Минимальный возраст для участия в турнире - 16 лет.
С 2012 году поменялся формат турнира: во-первых, он стал многоэтапным, во-вторых, был изменен принцип комплектования спортсменами финальных гонок: часть гонщиков назначается по итогам предыдущего сезона, часть проходит через квалификации, часть приглашается организаторами.

## Победители
| Год  | Место финала                         | Победитель                | Второе место              | Третье место                 |
| 2001 | Хьюсден-Зольдер                      | Богумил Бргел (14)        | Мариуш Сташевский (13)    | Кшиштоф Цегельский (12+3)    |
| 2002 | Рыбник                               | Магнус Зеттерстрём (12+3) | Кшиштоф Каспшак (12+2)    | Рафал Шомберский (11+3)      |
| 2003 | Слани                                | Кшиштоф Каспшак (12+3)    | Славомир Драбик (12+2)    | Магнус Зеттерстрём (11)      |
| 2004 | Хольстед                             | Матей Жагар (14+3)        | Матей Ферьян (14+2)       | Ханс Андерсен (12)           |
| 2005 | Лониго                               | Йеспер Б. Йенсен (14+3)   | Алеш Дрымль (14+2)        | Кай Лаукканен (12)           |
| 2006 | Мишкольц                             | Кшиштоф Яблоньский (13+3) | Гжегож Валасек (13+2)     | Кристиан Хефенброк (12)      |
| 2007 | Винер-Нойштадт                       | Юрица Павлич (14)         | Себастьян Уламек (13)     | Патрик Хоугор (11)           |
| 2008 | Лендава                              | Матей Жагар (14)          | Себастьян Уламек (10+3+3) | Мадс Корнелиуссен (10+2+2+2) |
| 2009 | Тольятти                             | Ренат Гафуров (13+3)      | Андрей Карпов (13+2)      | Алеш Дрымль (13+1)           |
| 2010 | Тарнув                               | Себастьян Уламек (15)     | Алеш Дрымль (12)          | Андрей Карпов (11+3)         |
| 2011 | Ровно                                | Григорий Лагута (14+3)    | Томаш Гапинский (14+2)    | Алеш Дрымль (12)             |
| 2012 | Острув-В. Даугавпилс Кршко Мурек     | Алеш Дрымль (48)          | Роберт Мисковяк (44)      | Андрей Карпов (43)           |
| 2013 | Гданьск Тольятти Горичан Жешув       | Мартин Вацулик (47)       | Ники Педерсен (44)        | Григорий Лагута (42)         |
| 2014 | Гюстров Тольятти Хольстед Ченстохова | Эмиль Сайфутдинов (54)    | Петер Килдеманд (48)      | Ники Педерсен (44)           |
| 2015 | Торунь Ландсхут Кумла Острув-В.      | Эмиль Сайфутдинов (58)    | Ники Педерсен (55)        | Антонио Линдбек (51)         |
| 2016 | Гюстров Даугавпилс Тольятти Рыбник   | Ники Педерсен (40)        | Вацлав Милик (38+3)       | Кшиштоф Каспшак (38+2)       |
| 2017 | Торунь Гюстров Халльставик Люблин    | Анджей Лебедев (52)       | Артём Лагута (45)         | Вацлав Милик (44)            |
| 2018 | Гнезно Гюстров Даугавпилс Хожув      | Леон Мадсен (56)          | Ярослав Хампель (45)      | Роберт Ламберт (41)          |
| 2019 | Гюстров Торунь Войенс Хожув          | Миккель Михельсен (45+3)  | Григорий Лагута (45+2)    | Леон Мадсен (39+3)           |
| 2020 | Торунь Быдгощ Рыбник Гнезно Торунь   | Роберт Ламберт (67)       | Леон Мадсен (63)          | Григорий Лагута (52)         |
| 2021 | Быдгощ Гюстров Гданьск Рыбник        | Миккель Михельсен (53)    | Леон Мадсен (51)          | Патрик Дудек (46)            |
| 2022 | Рыбник Гюстров Лодзь Пардубице       | Леон Мадсен (53)          | Януш Колодзей (52)        | Миккель Михельсен (45)       |
| 2023 | Ченстохова Гюстров Быдгощ Пардубице  | Миккель Михельсен (52)    | Леон Мадсен (47)          | Януш Колодзей (45)           |
| Год  | Место финала                         | Победитель                | Второе место              | Третье место                 |

## Медальный зачёт
| Позиция | Страна         | Gold | Silver | Bronze | Всего |
| ------- | -------------- | ---- | ------ | ------ | ----- |
| 1.      | Дания          | 6    | 5      | 7      | 18    |
| 2.      | Россия         | 4    | 2      | 2      | 8     |
| 3.      | Польша         | 3    | 10     | 4      | 17    |
| 4.      | Чехия          | 2    | 3      | 3      | 8     |
| 5.      | Словения       | 2    | 1      |        | 3     |
| 6.      | Швеция         | 1    |        | 1      | 2     |
|         | Великобритания | 1    |        | 1      | 2     |
| 8.      | Словакия       | 1    |        |        | 1     |
|         | Хорватия       | 1    |        |        | 1     |
|         | Латвия         | 1    |        |        | 1     |
| 11.     | Украина        |      | 1      | 2      | 3     |
| 12.     | Финляндия      |      |        | 1      | 1     |
|         | Германия       |      |        | 1      | 1     |

## Статистика
На сегодняшний день наиболее титулованными участниками турнира являются двукратные чемпионы Матей Жагар, Эмиль Сайфутдинов, Миккель Михельсен и Леон Мадсен.